# Barwnikowe kosmkowo-guzkowe zapalenie błony maziowej stawów
Barwnikowe kosmkowo-guzkowe zapalenie błony maziowej stawów (ang. pigmented villonodular synovitis, PVNS) – rzadka, łagodna choroba stawów, polegająca na niezłośliwym rozroście błony maziowej w stawach, kaletkach maziowych i pochewkach ścięgnistych. Objawy tej choroby to bóle stawu i jego obrzęk. Leczeniem z wyboru jest synowektomia. Niedoszczętność zabiegu zawsze skutkuje wznową.
Zapadalność na PVNS szacuje się na 1,8 przypadków/1 mln osób/rok.
Chorobę opisano jako odrębną jednostkę nozologiczną w 1941 roku.